# Paul Glahn
Paul Glahn (* 3. Mai 1934 in Münster, Westfalen) ist ein deutscher Opernsänger (Bass).

## Leben
Glahn begann seine Laufbahn in der Kantorei des Stendaler Domchors (St. Nikolaus); dort sang er von 1950 bis 1956. Seine Gesangsausbildung erhielt er bei Fritz Polster in Leipzig. Von 1956 bis 1959 war er zunächst als Chorsänger am Opernhaus Leipzig engagiert, später dann als Solist im Stimmfach Bass. Er blieb während seiner gesamten Bühnenlaufbahn festes Ensemblemitglied am Leipziger Opernhaus. 
Glahn debütierte 1959 an der Leipzig Oper mit der Rolle des Ossip in der Oper Der Revisor von Werner Egk. Glahn sang in Leipzig ein breitgefächertes Repertoire; er interpretierte Partien im Rollenfach „Seriöser Bass“ ebenso wie zahlreiche Bassbuffo-Partien. Er galt insbesondere als Mozart-Interpret. Er sang u. a. die Mozart-Rollen Leporello in Don Giovanni, Figaro in Figaros Hochzeit und Papageno in Die Zauberflöte. Gegen Ende seiner Laufbahn sang er auch viele kleinere Partien. In der Spielzeit 1989/90 sang er am Opernhaus Leipzig den Oberpriester des Baal in Nabucco. In der Spielzeit 1991/92 übernahm er am Opernhaus Leipzig die Rolle des Schabernack in der Leipziger Erstaufführung der Oper Le Grand Macabre. Im Mai 1993 sang er im Rahmen der Leipziger Festwochen in zwei konzertanten Aufführungen des Parsifal unter Marek Janowski die kleine Partie des 2. Gralsritters. 
Als Mitglied des Opernhauses Leipzig gastierte er hauptsächlich in den sozialistischen Staaten, u. a. in der Sowjetunion, Polen und in Kuba, aber auch in Frankreich, Großbritannien und Spanien.  Neben seiner Opernkarriere war er auch umfangreich als Konzertsänger tätig. 
Er spielte mehrere Schallplatten ein. Er sang bei dem DDR-Schallplattenlabel Eterna u. a. den Wagner in einer Gesamtaufnahme von Margarethe (1973), Zweiter Schatte in Die Verurteilung des Lukullus von Paul Dessau (1966), Wirt in Der Mond (1973) und Dritter Ältester in Moses und Aron (1978).